# Debréte
Debréte là một thị trấn thuộc hạt Borsod-Abaúj-Zemplén, Hungary. Thị trấn này có diện tích 9,62 km², dân số năm 2010 là 16 người, mật độ 2 người/km².